# ラフィク・ジェブール
ラフィク・ゾヘイル・ジェブール（アラビア語: رفيق زهير جبور, 英語: Rafik Zoheir Djebbour, 1984年3月8日 - ）は、フランス・イゼール県グルノーブル出身のアルジェリア代表サッカー選手。ポジションはフォワード。ギリシャ・スーパーリーグを代表するストライカーの一人。

## 来歴
フランスでも有数なユース組織を持つことで知られるAJオセールの下部組織出身。5年間過ごしたものの、トップチームでプレーすることはなく2004年に退団。
ベルギーのクラブを経て、9月にギリシャ2部のエスニコス・アステラスFCに加入。16試合で11得点と高い決定力を示すと、シーズン中の1月には1部へとステップアップ。1部の舞台でもすぐさま活躍した。シーズン終了後にワトフォードFCのトライアルを受けるも、監督を納得させることが出来なかった。2008年にはギリシャ・ビッグ3の一つAEKアテネFCへ移籍。翌年、チームメイトのイグナシオ・スコッコや監督のドゥシャン・バイェヴィッチと衝突したことによりトレーニング参加が許されなかった。処罰の間にセルティックFCとブラックバーン・ローヴァーズFCのトライアルをそれぞれ受けるも契約には至らず、最終的に2013年まで契約を延長した。
2011年1月2日に監督のマヌエル・ヒメネスと衝突したことにより、21日に同じビッグ3であるオリンピアコスFCへ移籍した。2012-13シーズンには20ゴールを記録しギリシャ・スーパーリーグの得点王に輝いた。
2013年9月8日、長年プレーしたギリシャを離れトルコのスィヴァススポルへレンタル移籍することが発表された。
2014年1月30日、ノッティンガム・フォレストFCに半年契約で移籍した。
2015年6月17日、AEKアテネに復帰し1年間の延長オプション付きの単年契約を交わした。シーズンを終え契約満了により同クラブを退団すると、2016年9月9日にアリス・テッサロニキへ3年契約で移籍した。

## 所属クラブ
- AJオセール 2003-2004
- RAAルヴィエロワーズ 2004-2005
- エスニコス・アステラスFC 2005
- アトロミトスFC 2006
- パニオニオスGSS 2007-2008
- AEKアテネFC 2008-2011
- オリンピアコスFC 2011-2014

→  スィヴァススポル 2013
- ノッティンガム・フォレストFC 2014
- APOELニコシア 2014-2015
- AEKアテネFC 2015-2016
- アリス・テッサロニキ 2016-

## 代表歴

### 出場大会
- アルジェリア代表
  - 2010 FIFAワールドカップ

### 試合数
- 国際Aマッチ 33試合 5得点（2006年-2014年）[11]

| アルジェリア代表 | 国際Aマッチ | 国際Aマッチ |
| 年               | 出場        | 得点        |
| ---------------- | ----------- | ----------- |
| 2006             | 1           | 0           |
| 2007             | 0           | 0           |
| 2008             | 6           | 1           |
| 2009             | 6           | 2           |
| 2010             | 8           | 1           |
| 2011             | 3           | 0           |
| 2012             | 5           | 1           |
| 2013             | 3           | 0           |
| 2014             | 1           | 0           |
| 通算             | 33          | 5           |

## タイトル

### クラブ
オリンピアコス
- ギリシャ・スーパーリーグ : 2010-11, 2011-12, 2012-13
- キペロ・エラーダス : 2012, 2013

APOEL
- キプロス・ファーストディビジョン : 2014-15
- キペロ・キプロス : 2015

AEKアテネ
- キペロ・エラーダス : 2016

### 個人
- ギリシャ・スーパーリーグ 得点王 2012-13（20得点）